# Sam & Max Season Two
Sam & Max Season Two è la raccolta della seconda serie di avventure grafiche a episodi sviluppate dalla Telltale Games per i personaggi di Sam & Max. Questa raccolta segue la prima serie di episodi ed è stata ufficialmente annunciata il 25 settembre 2007, mentre l'annuncio con l'elenco completo dei titoli si è avuto il 28 settembre 2007.
La Season Two porta rispetto alla Season One una gestione migliore dei personaggi non giocanti, un motore grafico migliorato, una gestione migliore dei monitor widescreen, delle animazioni più realistiche e molti minigiochi aggiuntivi in ogni episodio. La Season Two include all'avvio un assistente che provvede a calibrare la grafica e la difficoltà del gioco.
A differenza della Season One gli utenti di GameTap non hanno più due settimane di esclusiva sul gioco ma solo un giorno, dal giorno successivo alla pubblicazione da parte di GameTap il gioco è stato reso disponibile anche tramite il sito Telltale.
Come la Season One anche la Season Two è stata resa disponibile tramite la piattaforma on-line Steam
Telltale Games il 23 maggio 2008 ha espresso l'interesse nel portare i giochi su Xbox Live Arcade e PlayStation Network che sono state pubblicate più tardi.

## Episodi
| nº | Episodio                 | Data uscita (GameTap) | Data uscita (Internazionale) | Trama                                                                                  | Critica (Metacritic) |
| -- | ------------------------ | --------------------- | ---------------------------- | -------------------------------------------------------------------------------------- | -------------------- |
| 1  | Ice Station Santa        | 8 novembre 2007       | 9 novembre 2007              | Un antico Dio pagano invia un robot guerriero per distruggere Sam & Max.               | 82%                  |
| 2  | Moai Better Blues        | 10 gennaio 2008       | 11 gennaio 2008              | Sam & Max vanno nei tropici per fermare un vulcano che sta per eruttare.               | 81%                  |
| 3  | Night of the Raving Dead | 12 febbraio 2008      | 13 febbraio 2008             | Sam & Max vanno in una discoteca europea per fermare un'invasione di zombi.            | 79%                  |
| 4  | Chariots of the Dogs     | 13 marzo 2008         | 14 marzo 2008                | Sam & Max lavorano con Flint Paper per investigare sulla sparizione di Bosco.          | 85%                  |
| 5  | What's New, Beelzebub?   | 10 aprile 2008        | 11 aprile 2008               | Sam & Max viaggiano fino all'inferno e si confrontano con Satana per recuperare Bosco. | 85%                  |